# Exallonyx brevicornis
Exallonyx brevicornis är en stekelart som först beskrevs av Alexander Henry Haliday 1839.  Exallonyx brevicornis ingår i släktet Exallonyx, och familjen svartsteklar. Arten är reproducerande i Sverige.